# Šťavnatka olivově bílá
Šťavnatka olivově bílá (Hygrophorus olivaceoalbus) je druh houby z čeledi šťavnatkovité (Hygrophoraceae).

## Znaky
Klobouk v průměru dorůstá 2–7 cm. U mladých plodnic má zvoncovitě polokulovitý tvar a podvinutý okraj, vyvinuté plodnice jej mají klenutý až plochý s výrazným, tupým středovým hrbolem. Pokožka je velmi slizká, šedohnědá až olivově zelená, na středu je barva zpravidla tmavší, okraje světlejší. Po obvodu jsou někdy hrubě vroubkované.
Tlusté, občas zvlněné lupeny jsou na klobouku řídce uspořádané, u třeně krátce sbíhavé, bělavé až smetanové, někdy s lehce modrým nádechem. Výtrusný prach je bílý.
Plný, válcovitý třeň je 6–15 cm dlouhý. Horní část je pod kloboukem posetá drobnými, bílými vločkami, spodní část má na povrchu šedoolivové žíhání tvořené zaschlým slizem, jenž se formuje za vlhka. Za mlada je na třeni přítomen slizovitý prsten. Báze může být lehce ztenčená.
Tenká, šťavnatá, měkká dužnina je bílá, místy žlutavá. Postrádá výraznou chuť i vůni.

## Užití
Jedlá houba.

## Ekologie
Od srpna do listopadu najdeme tento druh na vlhkých, kyselých a mechem porostlých stanovištích v jehličnatých lesích (preferuje smrk). Její výskyt je typický zejména ve vyšších polohách. 

## Rozšíření
Druh byl pozorován v oblastech Evropy, Ruska a Severní Ameriky.

## Galerie

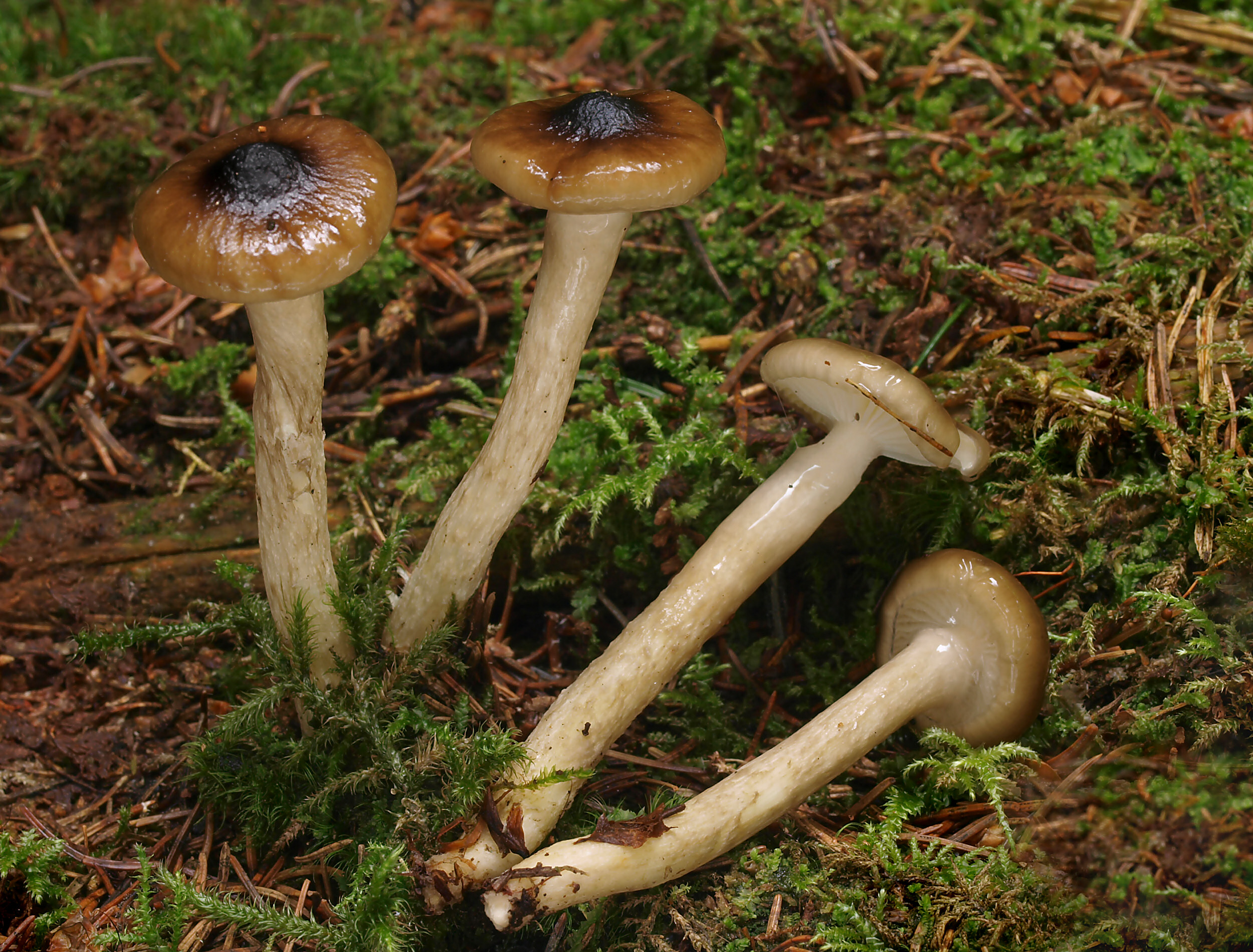
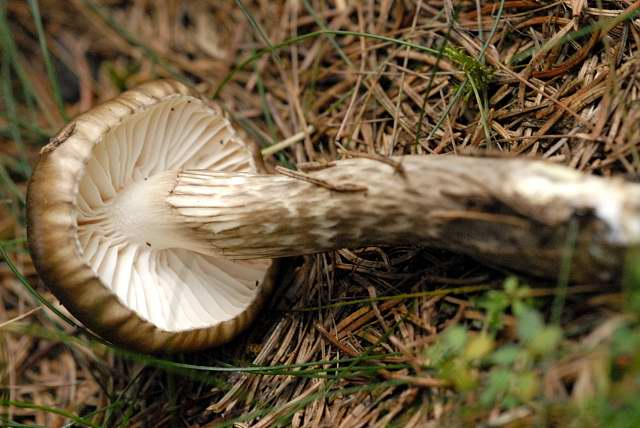
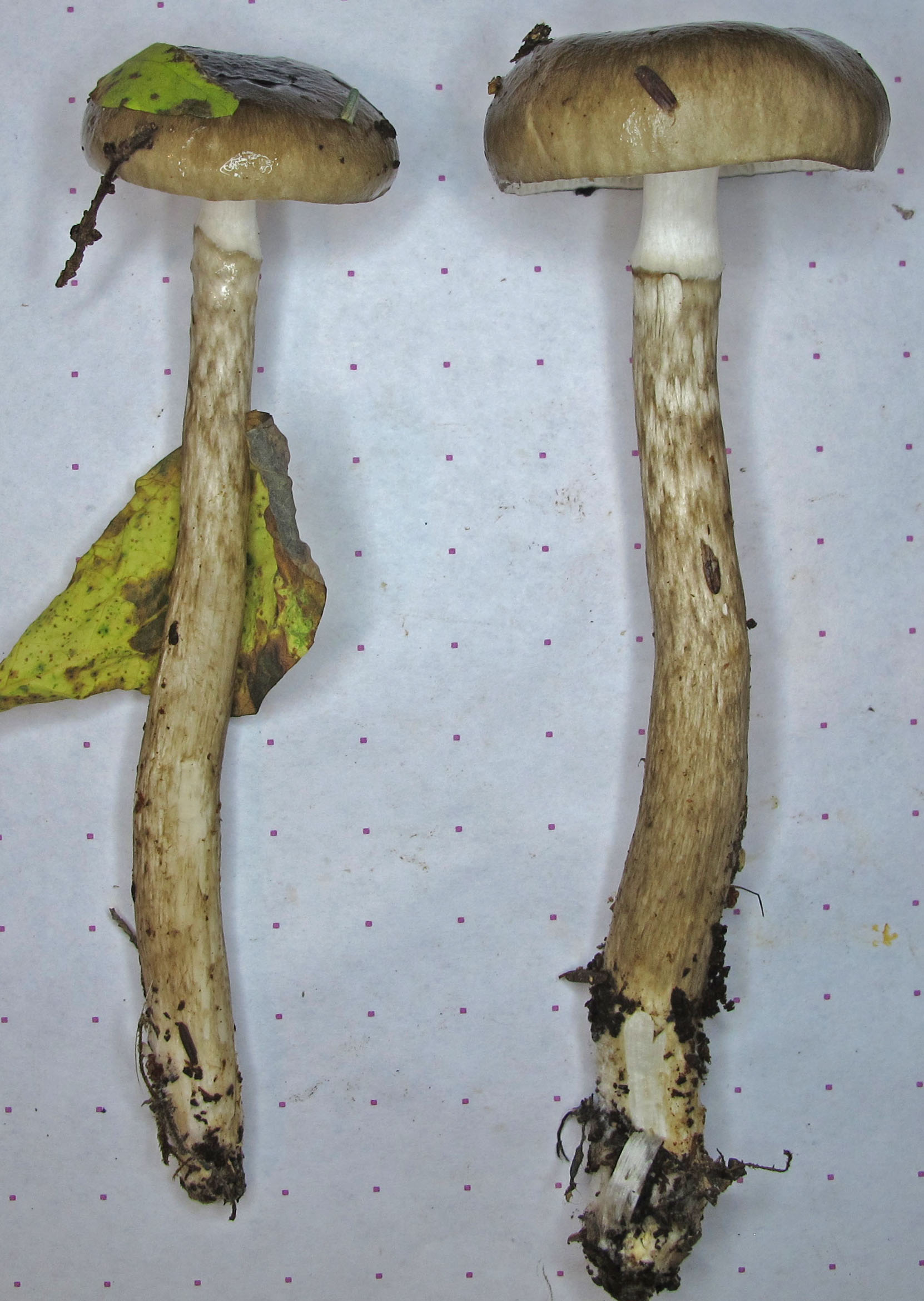
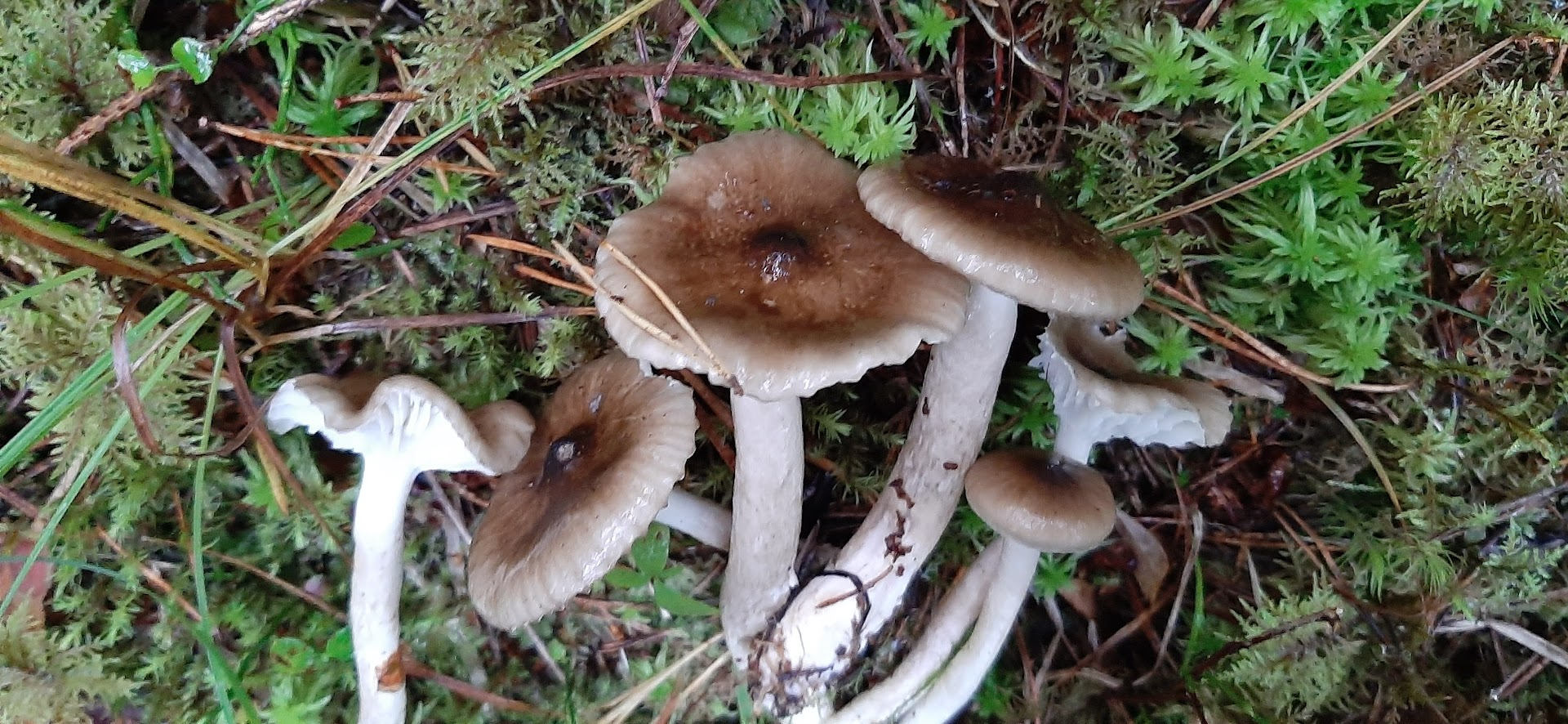
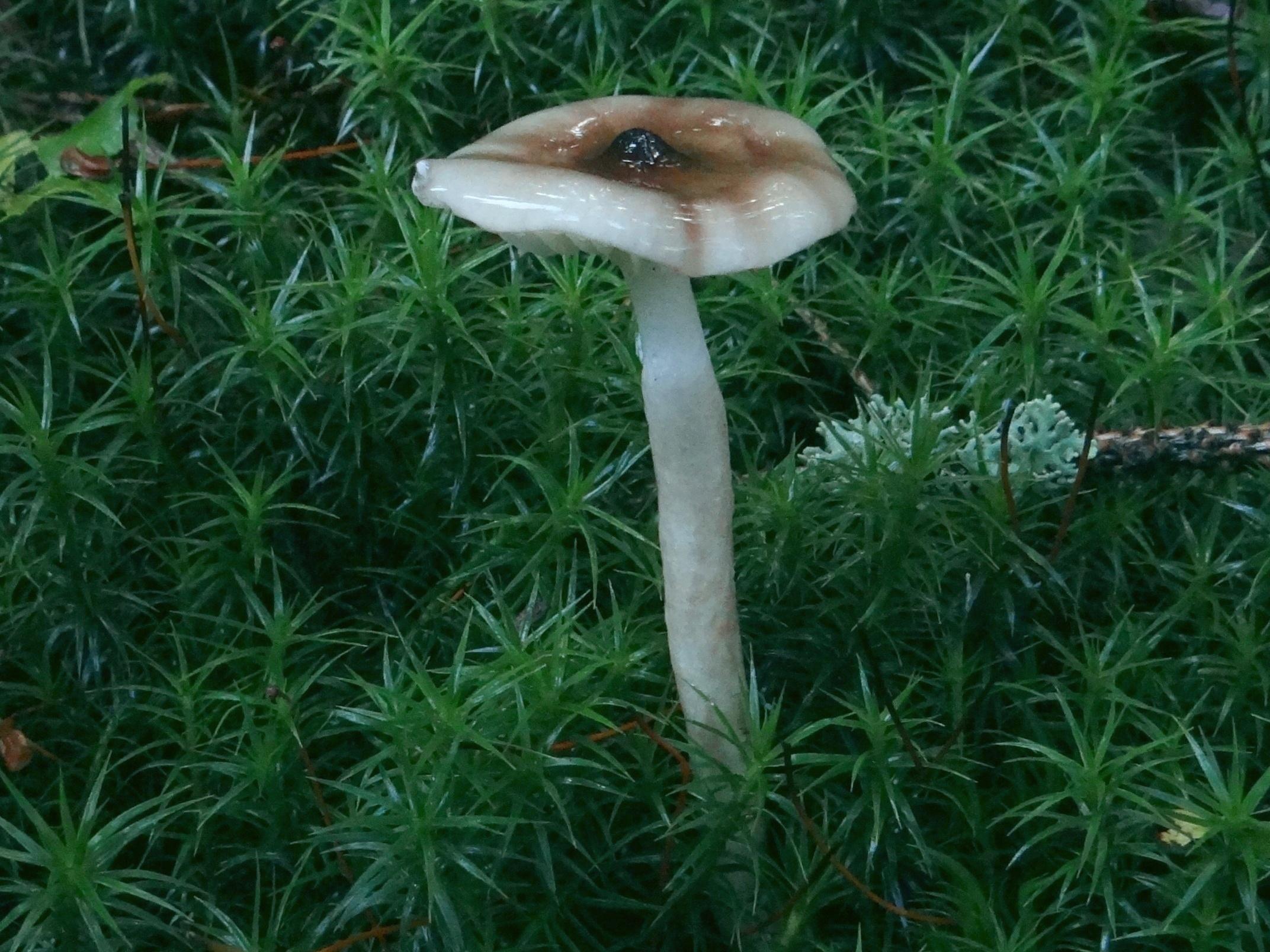

## Možnost záměny
- Šťavnatka Persoonova (Hygrophorus persoonii) – liší se růstem pod listnáči
- Šťavnatka šedobílá (Hygrophorus mesotephrus) – liší se růstem pod buky a tvorbou štíhlejších plodnic
- Šťavnatka tečkovaná (Hygrophorus pustulatus) – liší se šedým kloboukem posetým šupinkami
- Šťavnatka pomrazka (Hygrophorus hypothejus) – liší se žlutavými odstíny lupenů
- Šťavnatka Korhonenova (Hygrophorus korhonenii) – liší se menšími výtrusy